# Callyna lunigera
Callyna lunigera là một loài bướm đêm trong họ Noctuidae.